# مرقد محمد (خميني شهر)
مرقد سيد محمد (بالفارسية: امامزاده سید محمد) هو مرقد شيعي مرتبط بالدولة الإلخانية ويقع في مقاطعة خميني شهر.